# Centro Internacional de Congresos de Katowice
El Creating Centro Internacional de Congresos en Katowice es un edificio, centro de reuniones y convenciones de la ciudad de Katowice en Polonia.

## Historia
Fue inaugurado en 2015. Es propiedad de la ciudad de Katowice y desde mayo de 2016 está gestionado en un contrato de arrendamiento de varios años por el  Centro de Eventos PTWP (PTWP Event Center). Las instalación se divide en cuatro partes que fueron  diseñadas para diferentes tipos de eventos y tiene una capacidad de quince mil personas.
El Centro Internacional de Congresos está construido en una zona postindustrial de una antigua mina de carbón Katowice, que estuvo operativa hasta 1990. El lugar se encuentra en un antiguo vertedero de residuos mineros clasificado 2A. 
La ciudad de Katowice inició la construcción del recinto con un coste total de 378 millones de eslotis. En su impronta moderna el edificio recrea las tradiciones mineras de la zona.
El lugar esta cerca de Spodek, de la sede de la Orquesta Sinfónica de la Radio Nacional Polaca y el Museo Silesia.
Entre los eventos organizados y realizados en el recinto se encuentran: el Congreso Económico Europeo, la Conferencia de las Naciones Unidas sobre el Cambio Climático de 2018 y las Finales de Intel Extreme Masters (2015-2018 y 2022-2024).lLa Undécima Sesión del Foro Urbano Mundial, WUF11. 
Se puede acceder con trasporte público desde el intercambiador de tranvía Katowice Spodek y Katowice Rondo.

## Galería

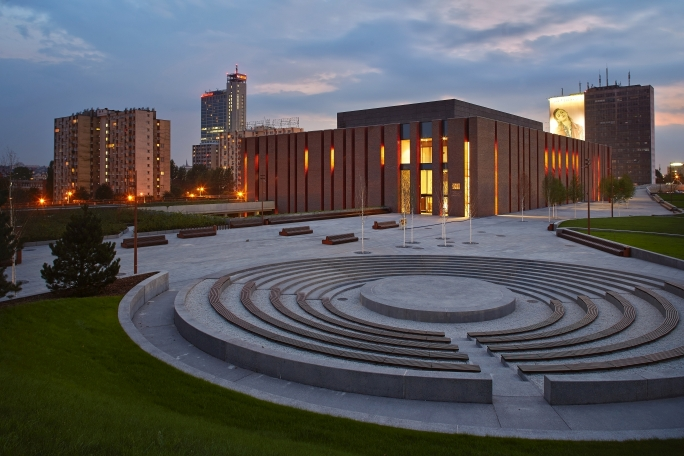
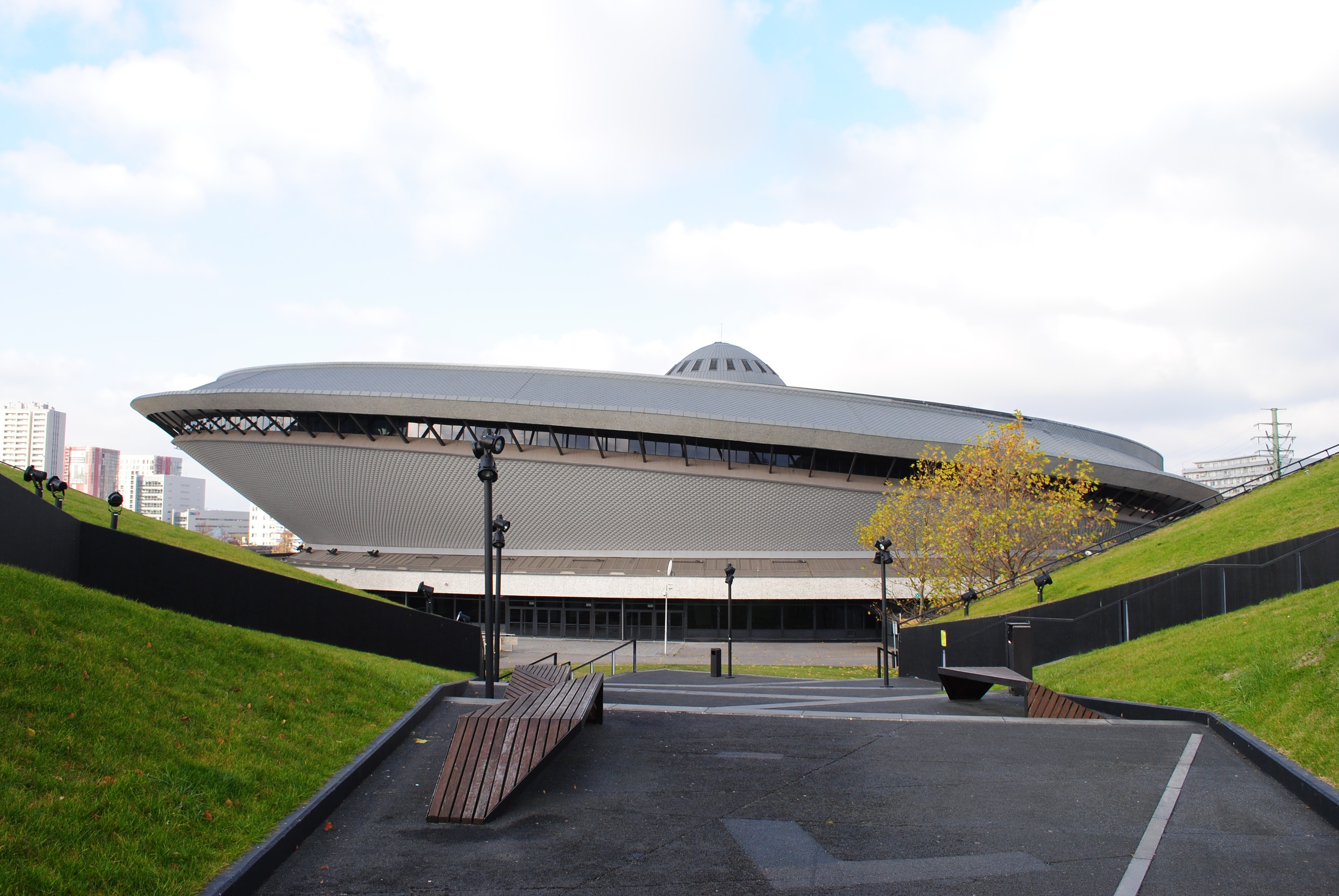
Spodek en 2020.
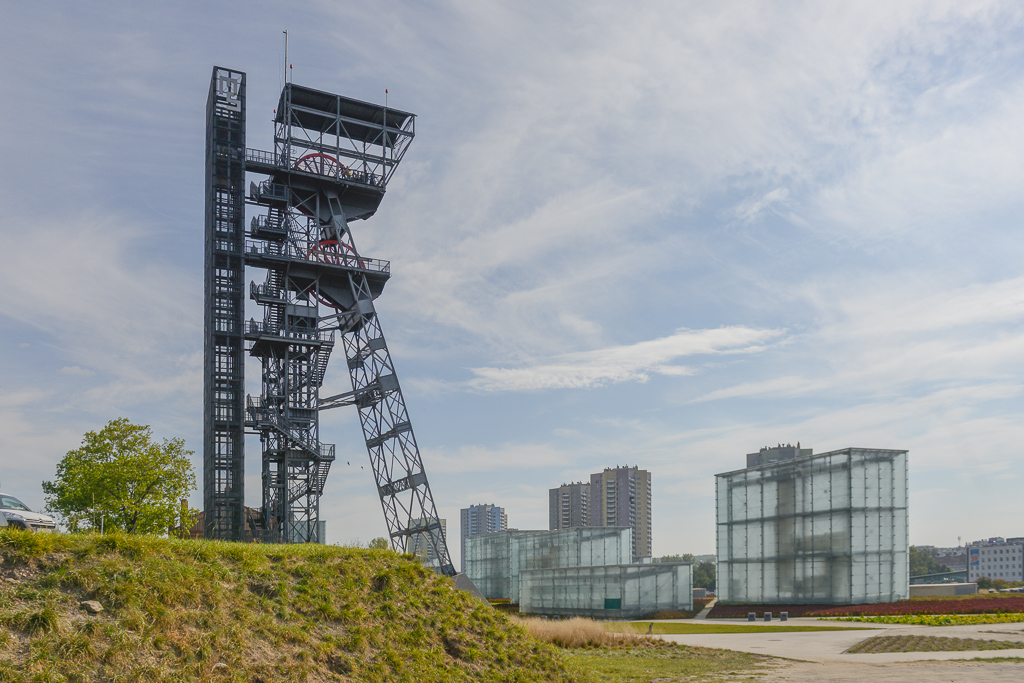
Museo Silesia en 2016
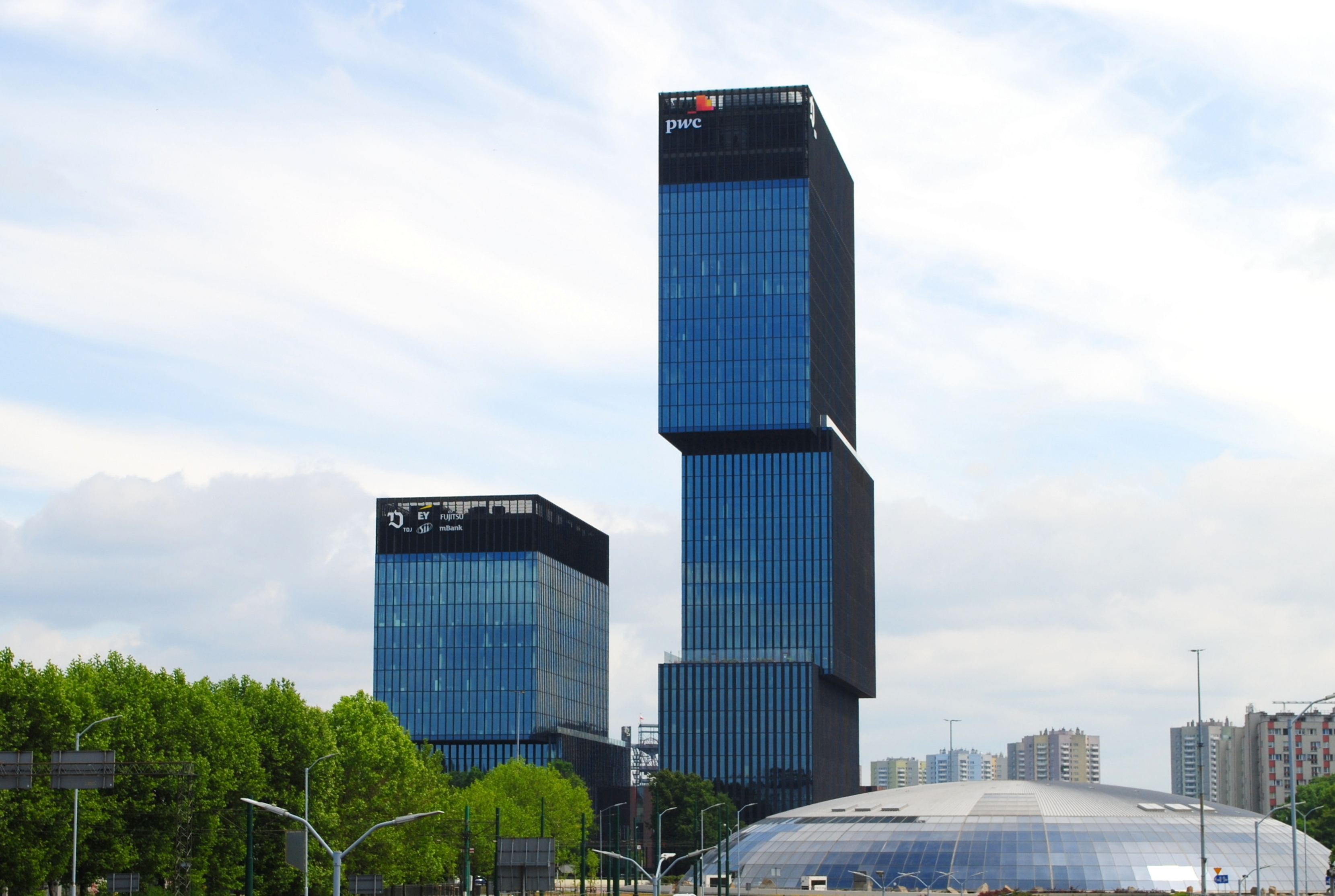
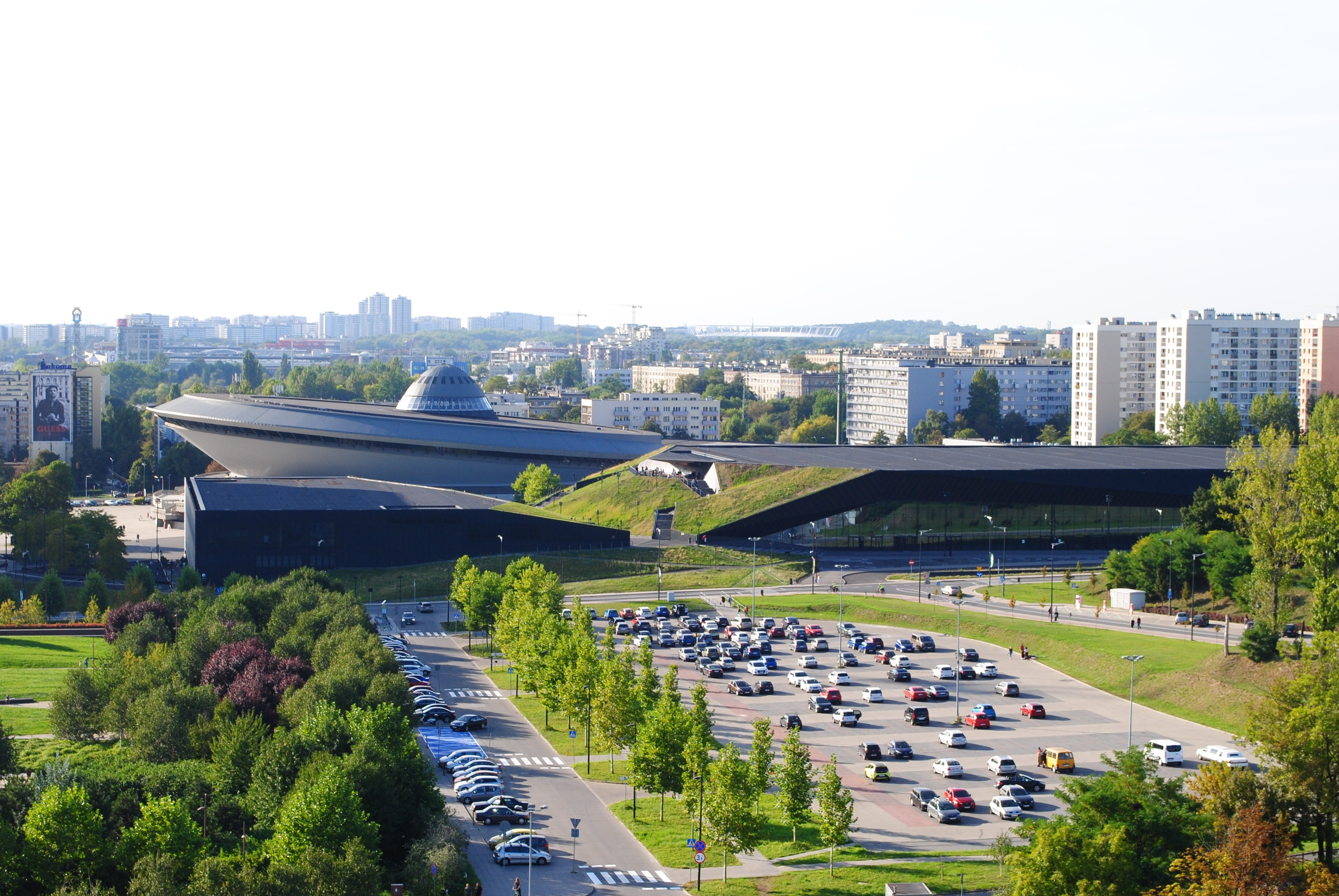